# نهاية قوس القزح
نهاية قوس القزح هي رواية خيال علمي للكاتب فيرنور فينغ، فازت الرواية بجائزة هوغو لأفضل رواية لعام 2007.

## نهاية قوس قزح
قوْسُ قُزح يسمى كذلك قوس المطر أو قوس الألوان وهو ظاهرة طبيعية فيزيائية ناتجة عن انكسار وتحلل ضوء الشمس خلال قطرة ماء المطر، يظهر قوس المطر بعد سقوط المطر أو خلال سقوط المطر والشمس مشرقة، تكون الألوان في القوس اللون الأحمر من الخارج ويتدرج إلى البرتقالي فالأصفر فالأخضر فالأزرق فأزرق غامق (نيلي) فبنفسجي من الداخل، ضوء الشمس يحتوي على العديد من الألوان الطيفية وهي عبارة عن أشعة ذات أطوال موجية مختلفة، يظهر قوس القزح عادة بشكل نصف دائري وفي حالات نادرة يكون قمرياً حيث يكون انكسار ضوء القمر المسبب لهُ عبر قطرة الماء ملائماً مع مكان وجود القمر في تلك اللحظات. ويظهر للمشاهد نتيجة لضوئهِ الخافت أبيض لأن العين البشرية لا تستطيع أن ترى الألوان في الليل.

### لتفسير الفيزيائي
في البداية ينكسر ضوء الشمس الساقط بشكل مائل عند دخوله في قطرات المطر ومن ثم ينعكس مرة أخرى في السطح الداخلي من القطرة وينكسر أيضا عند خروجه من القطرة. يظهر التأثير الكلي في الضوء الساقط منعكسا على مدى واسع من الزوايا، مع تركيز شديد له في زاوية 40°–42°. يمكن اثبات أن هذه الزاوية مستقلة عن حجم القطرة، ولكنها تعتمد على معامل الانكسار. يمتلك ماء البحر معامل انكسار أعلى من ماء المطر، لذا يكون نصف قطر قوس قزح في المرشات البحرية أصغر من القوس الحقيقي. يكون هذا مرئيا للعين المجردة على هيئة عدم استقامة بين هذين القوسين
1. ↑  bhtthybfgygsv، byrgvtweeyb (ebjhvv). "rftbpmgrt9y". jhbeyj e. {{استشهاد ويب}}: تحقق من التاريخ في: |تاريخ الوصول= و|تاريخ= (مساعدة)، الوسيط |تاريخ الوصول بحاجة لـ |مسار= (مساعدة)، والوسيط |مسار= غير موجود أو فارع (مساعدة)